# Sven Olsson
Sven Arthur „Bleddy” Olsson (ur. 3 października 1889 w Göteborgu, zm. 19 maja 1919 w Göteborgu) – szwedzki piłkarz, reprezentant kraju grający na pozycji pomocnika.

## Kariera klubowa
Podczas swojej kariery piłkarskiej Sven Olsson występował w Örgryte IS. Z Örgryte dwukrotnie zdobył mistrzostwo Szwecji w 1907 i 1909.

## Kariera reprezentacyjna
W reprezentacji Szwecji Olsson zadebiutował 12 lipca 1908 w wygranym 11-3 towarzyskim meczu z Norwegią. W tym samym roku był w kadrze Szwecji na Igrzyska Olimpijskie w Londynie. Na turnieju w Anglii wystąpił w obu meczach z Wielką Brytanią i o brązowy medal z Holandią. Ostatni raz w reprezentacji wystąpił 6 listopada 1909 w przegranym 0-7 towarzyskim spotkaniu z amatorską reprezentacją Anglii. W sumie wystąpił w 7 spotkaniach.
| Mecze i gole w reprezentacji | Mecze i gole w reprezentacji | Mecze i gole w reprezentacji | Mecze i gole w reprezentacji | Mecze i gole w reprezentacji | Mecze i gole w reprezentacji | Mecze i gole w reprezentacji |
| #                            | Data                         | Miasto                       | Przeciwnik                   | Gol                          | Wynik                        |                              |
| ---------------------------- | ---------------------------- | ---------------------------- | ---------------------------- | ---------------------------- | ---------------------------- | ---------------------------- |
| 1.                           | 12.07.1908                   | Göteborg                     | Norwegia                     |                              | 11:3                         | towarzyski                   |
| 2.                           | 08.09.1908                   | Göteborg                     | Wielka Brytania am.          |                              | 1:6                          | towarzyski                   |
| 3.                           | 20.10.1908                   | Londyn                       | Wielka Brytania am.          |                              | 1:12                         | Igrzyska Olimpijskie         |
| 4.                           | 23.10.1908                   | Londyn                       | Holandia                     |                              | 0:2                          | Igrzyska Olimpijskie         |
| 5.                           | 25.10.1908                   | Haga                         | Holandia                     |                              | 3:5                          | towarzyski                   |
| 6.                           | 26.10.1908                   | Bruksela                     | Belgia                       |                              | 1:2                          | towarzyski                   |
| 7.                           | 06.11.1909                   | Kingston upon Hull           | Anglia am.                   |                              | 0:7                          | towarzyski                   |